# MAFG
MAFG (англ. MAF bZIP transcription factor G) – білок, який кодується однойменним геном, розташованим у людей на короткому плечі 17-ї хромосоми. Довжина поліпептидного ланцюга білка становить 162 амінокислот, а молекулярна маса — 17 850.
| 10         |  | 20         |  | 30         |  | 40         |  | 50         |
| ---------- |  | ---------- |  | ---------- |  | ---------- |  | ---------- |
| MTTPNKGNKA |  | LKVKREPGEN |  | GTSLTDEELV |  | TMSVRELNQH |  | LRGLSKEEIV |
| QLKQRRRTLK |  | NRGYAASCRV |  | KRVTQKEELE |  | KQKAELQQEV |  | EKLASENASM |
| KLELDALRSK |  | YEALQTFART |  | VARSPVAPAR |  | GPLAAGLGPL |  | VPGKVAATSV |
| ITIVKSKTDA |  | RS         |  |            |  |            |  |            |

A: Аланін

C: Цистеїн

D: Аспарагінова кислота

E: Глутамінова кислота

F: Фенілаланін

G: Гліцин

H: Гістидин

I: Ізолейцин

K: Лізин

L: Лейцин

M: Метіонін

N: Аспарагін

P: Пролін

Q: Глутамін

R: Аргінін

S: Серин

T: Треонін

V: Валін

Кодований геном білок за функціями належить до репресорів, фосфопротеїнів. 
Задіяний у таких біологічних процесах, як транскрипція, регуляція транскрипції, ацетилювання. 
Білок має сайт для зв'язування з ДНК. 
Локалізований у ядрі.